# 致畸劑
致畸剂（Teratogen）是可以使胎儿发育不正常的试剂，其作用机制主要是引起细胞不正常分裂乃至于破坏DNA造成突变，使胚胎发育不正常。

## 致畸剂列举
- 亞硝酸（HNO2）：可導致脫氨作用。
- 疊氮化鈉（Sodium azide；NaN3）。
- 鹼基相似物 Base analogues, substitutes
- 溴與某些溴化合物。 Bromine and some of its compounds,
- 溴化乙錠（EtBr）與其他插入劑（intercalating agents）。
- 溴尿嘧啶（Bromouracil）：烷基化劑。
- 長春花生物鹼（Vinca Alkaloids）等自然植物性生物鹼。